# Cooler Conditions
Cooler Conditions è il quarto album del cantante canadese Snow, pubblicato il 13 settembre 1999 dall'etichetta discografica JVC.

## Tracce
1. Someday Somehow
2. Everybody Wants to Be Like You
3. Drunk Man's Theory
4. Jimmy Hat
5. Hard Life
6. You Can Do Anything
7. Loud
8. Come Down
9. Maybe I'm Lonely
10. Informer 99
11. Plumb Song